# Апостольский викариат Северной Германии
Апостольский викариат Северной Германии (лат. Vicariatus Apostolicus Germaniae Septentrionalis) — исторический упразднённый апостольский викариат Римско-Католической церкви. Апостольский викариат Северной Германии распространял свою юрисдикцию на территорию Саксонии, город Бремен, Рейнскую область, Вестфалию, Силезию и территорию современных Дании, Норвегии и Швеции.

## История
С распространением Реформации почти все католические епархии Северной Европы пришли в упадок и были упразднены Святым Престолом. В это время на территории Северной Европы проживали немногочисленные католические общины, оставшиеся верными Ватикану. Для этих общин Конгрегация пропаганды веры в 1622 году учредила так называемые «Северные миссии», возложив их управление на апостольских нунциев: нунций в Кёльне управлял миссией в Северной Германии, нунций в Варшаве — миссиями в Швецией и Мекленбургом, нунций в Брюсселе управлял миссиями в Дании и Норвегии.
Увеличение числа верующих, проживающих на этих территориях, привело к учреждению 28 апреля 1967 года апостольского викариата Северных Миссий с кафедральным собором в Бремене.
6 апреля 1709 года апостольский викариат Северных Миссий передал часть своей территории для возведения нового апостольского викариата Верхней и Нижней Саксонии (упразднён в 1790 году), в 1743 году — для возведения нового апостольского викариата Саксонии (упразднён в 1921 году) и 23 сентября 1783 года — для возведения апостольского викариата Швеции (сегодня — Епархия Стокгольма).
16 января 1821 года апостольский викариат Северных Миссий передал часть своей территория для возведения новых епархий Мюнстера, Падерборна и Вроцлава.
17 сентября 1839 года Римский папа Григорий XVI издал бреве Ex pastoralis, которым перевёл кафедру апостольского викариата Северных Миссий в Гамбург.
7 августа 1868 года апостольский викариат Северной Германии передал часть своей территории для возведения новых апостольских префектур Дании (сегодня — Епархия Копенгагена) и Шлезвиг-Гольштейна (упразднена в 1930 году). В этот же день апостольский викариат Северных Миссий был переименован в апостольский викариат Северной Германии.
С 1846 года должность апостольского провикария апостольского викариата Северной Германии исполнял епископ Оснабрюка, который с 15 ноября 1921 года стал носить титул апостольского викария.
В начале XX столетия численность верующих апостольского викариата Северной Германии насчитывала около 79 тысяч человек.
13 августа 1930 года Римский папа Пий XI издал буллу Pastoralis officii, которой упразднил апостольский викариат Северной Германии, а его территорию передал епархии Оснабрюка.

## Ординарии апостольского викариата
- епископ Валерио Маччони (28 апреля 1667 — 5 сентября 1676);
- епископ Нильс Стенсен (21 августа 1677 — 5 декабря 1686);
- епископ Фридрих фон Титцен-Шлюттер (4 августа 1687 — 4 ноября 1696);
- епископ Йобст Эдмунд фон Брабек (10 мая 1697 — 13 августа 1702);
- епископ Отто Вильгельм фон Бронкхорст-цу-Гронсфельд (13 октября 1702 — 5 апреля 1713);
- епископ Иоганн Хуго фон Гарц (15 февраля 1715 — 25 декабря 1716);
- епископ Ясент Пети (11 февраля 1718 — 26 июля 1719);
- епископ Иоганн Фридрих Адольф фон Хёрде-цу-Шёнхольтхаузен (15 декабря 1722 — 3 августа 1761);
- епископ Франц Йозеф фон Гондола (1761 — 5 марта 1774);
- епископ Фридрих Вильгельм фон Вестфален (1775 — 6 января 1789);
- епископ Франц Эгон фон Фюрстенберг (1795 — 11 августа 1825);
  - Sede vacante (1825—1839);
- епископ Иоганн Теодор Лоран (17 сентября 1839 — 1 декабря 1841);
  - епископы Оснабрюка (1846—1921) — апостольские провикарии;
- епископ Герман Вильгельм Бернинг (15 ноября 1921 — 13 августа 1930);

## Источник
- Annuario Pontificio, Libreria Editrice Vaticana, Città del Vaticano, 2003, ISBN 88-209-7422-3
- Vicariate Apostolic of Northern Germany, Catholic Encyclopedia (1913), Encyclopedia Press, 1917
- Бреве Ex pastoralis/ Bullarium pontificium Sacrae congregationis de propaganda fide, tomo V, Romae 1841, стр. 183
- Булла Pastoralis officii, AAS 23 (1931), стр. 34